# مؤتمر إعلان انتصار الثورة السورية
مؤتمر انتصار الثورة السورية، رسمياً مؤتمر إعلان انتصار الثورة السورية، هو مؤتمر عقد في القصر الرئاسي في دمشق في 29 يناير 2025. وحضر الاجتماع قادة مختلف الفصائل الثورية المسلحة التي قاتلت ضمن تحالف المعارضة السورية ضد نظام بشار الأسد المخلوع، باستثناء قوات سوريا الديمقراطية وغرفة العمليات الجنوبية ومجموعات من السويداء. نظم المؤتمر حكومة تصريف الأعمال السورية التي يقودها أحمد الشرع.
وأشاد الاجتماع بالثورة السورية الناجحة التي أدت إلى سقوط نظام الأسد في 8 كانون الأول/ديسمبر 2024. وفي المؤتمر، أعلن المتحدث باسم قيادة العمليات العسكرية حسن عبد الغني تعيين الشرع رئيساً لسوريا في المرحلة الانتقالية، وحدد أولويات الحكومة الجديدة، والتي يغلب عليها إزالة آثار النظام البعثي المخلوع وإعادة بناء المؤسسات السورية.

## خلفية
في 8 كانون الأول/ديسمبر 2024، انهار نظام الأسد خلال هجوم كبير شنته قوات المعارضة. وقادت هيئة تحرير الشام الهجوم بدعم رئيسي من الجيش الوطني السوري كجزء من الحرب الأهلية السورية المستمرة التي بدأت مع الثورة السورية في عام 2011. كان الاستيلاء على دمشق بمثابة نهاية حكم عائلة الأسد، التي حكمت سوريا بنظام طائفي وراثي شمولي منذ تولى حافظ الأسد السلطة في عام 1971 بعد انقلاب عسكري.

### مؤتمر ديسمبر 2024
عقد الشرع مؤتمراً مماثلا في دمشق في أواخر ديسمبر/كانون الأول 2024، حيث وافقت مجموعات مختلفة على الاندماج تحت مظلة وزارة الدفاع.
وكان من بين الحاضرين في مؤتمر ديسمبر: فضل الله الحاجي رئيس الجبهة الوطنية للتحرير، وعزام الغريب رئيس الجبهة الشامية، وعصام البويضاني رئيس جيش الإسلام، والمعتصم عباس رئيس فرقة المعتصم، ومحمد الديري رئيس الفيلق الثالث في الجيش الوطني السوري، وصالح عموري القيادي في لواء عاصفة الشمال، وعامر الشيخ رئيس حركة أحرار الشام، وأبو صالح طحان رئيس جيش الأحرار، ومنذر سراس رئيس فيلق الشام وأبو حاتم شقرا رئيس حركة التحرير والبناء. وتحدث الشرع مع عصام البويضاني، زعيم جيش الإسلام، وصافحه، في إشارة إلى تحسن العلاقات بين المجموعتين. وقد عُينت بعض الشخصيات التي حضرت ذلك الاجتماع، ومن بينهم الغريب ومهرف أبو قصرة، في مناصب سياسية أو عسكرية في الإدارة الجديدة.
ولم يحضر رئيس غرفة عمليات الجنوب أحمد العودة.

## أهداف
وفي أثناء المؤتمر ألقى الشرع كلمة موجزة حدد فيها الأولويات العاجلة للحكومة الانتقالية والتي تضمنت: "سد الفراغ في السلطة، والحفاظ على السلم الأهلي، وبناء مؤسسات الدولة، وبناء وتنمية الاقتصاد، واستعادة مكانة سوريا الدولية والإقليمية".
وأعلن عبد الغني أن يوم 8 كانون الأول/ديسمبر، تاريخ سقوط نظام الأسد، وسيُعلن يوماً وطنياً. كما أعلن "إلغاء الدستور السوري لعام 2012 وتعليق جميع القوانين الاستثنائية"، و"حل مجلس الشعب ولجانه"، و"حل جيش النظام السابق وإنشاء جيش جديد "، وحل أجهزة المخابرات والأمن التابعة لنظام البعث، "مع ... الميليشيات التي أنشأها"، و"حل حزب البعث العربي الاشتراكي السوري والأحزاب الأعضاء في كتلة الجبهة الوطنية التقدمية "، و"حل جميع الفصائل المسلحة والهيئات السياسية والمدنية الثورية ودمجها في مؤسسات الدولة"، وتعيين أحمد الشرع رئيسًا لسوريا للفترة الانتقالية، وتشكيل المجلس التشريعي المؤقت حتى يتم إقرار " دستور دائم".
وعين الشرع رئيساً من قبل القيادة العامة السورية. بعد تعيينه رئيسًا، أعلن الشرع في أول خطاب له في 31 يناير/كانون الثاني 2025 أنه سيعقد "مؤتمر حوار وطني" ويصدر "إعلانًا دستوريًا" ليكون بمثابة "مرجع قانوني" خلال فترة الانتقال السياسي بعد حل الدستور السوري لعام 2012. وأعلن الشرع أنه "سيلاحق المجرمين الذين سفكوا الدم السوري وارتكبوا المجازر والجرائم".

## مشاركون
وكان من بين الحاضرين في المؤتمر: عامر الشيخ، رئيس حركة أحرار الشام ومحافظ ريف دمشق، وأحمد عيسى الشيخ، رئيس ألوية صقور الشام ومحافظ إدلب، وعزام الغريب، رئيس الجبهة الشامية ومحافظ حلب، وفضل الله الحاجي، رئيس فيلق الشام ورئيس أركان الجيش الوطني السوري، وسيف أبو بكر، رئيس فرقة الحمزة المدعومة من تركيا، وأبو عمشة، رئيس لواء السلطان سليمان شاه، وسالم تركي العنتري، رئيس الجيش السوري الحر، وجميل الصالح، رئيس جيش العزة، وأبو حاتم شقرا، رئيس أحرار الشرقية. وكان اللواء الثامن من درعا حاضرا أيضا.
ومن بين الجماعات التي أعلنت حلها المرتقب: هيئة تحرير الشام، أحرار الشام، جيش العزة، جيش النصر، أنصار التوحيد، فيلق الشام، الفرقة الصالحية (فصيل في الصالحية)، جيش الأحرار، ألوية صقور الشام، الحزب الإسلامي التركستاني في سوريا. ولواء المهاجرين والأنصار وحركة نور الدين الزنكي والجبهة الشامية والجيش الوطني السوري.

### ردود الفعل
وتلقى الشرع التهاني من زعماء العديد من الدول، بما في ذلك أفغانستان، وأذربيجان، وكندا، ولبنان، وموريتانيا، وروسيا، والمملكة العربية السعودية، والإمارات العربية المتحدة، بمناسبة تعيينه رئيسًا لسوريا. وحافظت الأمم المتحدة على موقف محايد، رافضة الاعتراف بالقيادة السورية الجديدة، ومؤكدة على أهمية المرحلة الانتقالية وفقاً لقرار مجلس الأمن التابع للأمم المتحدة رقم 2254.
في 31 يناير 2025، هنأ رئيس الحكومة السورية المؤقتة في شمال سوريا، عبد الرحمن مصطفى، الشرع على توليه الرئاسة، كما أُعلن أن الحكومة السورية المؤقتة ستكون تحت تصرف الحكومة الانتقالية. في 17 فبراير، هنأ مظلوم عبدي، زعيم قوات سوريا الديمقراطية التي يقودها الأكراد، الشرع على توليه رئاسة سوريا ودعاه لزيارة شمال شرق سوريا. وفي 10 مارس/آذار، وقع الشرع اتفاقية مع عبدي، تقضي بدمج قوات سوريا الديمقراطية وإدارتها المدنية في الدولة السورية. وقد حدد الموعد النهائي للاندماج بنهاية العام.

### الإجراءات المبكرة

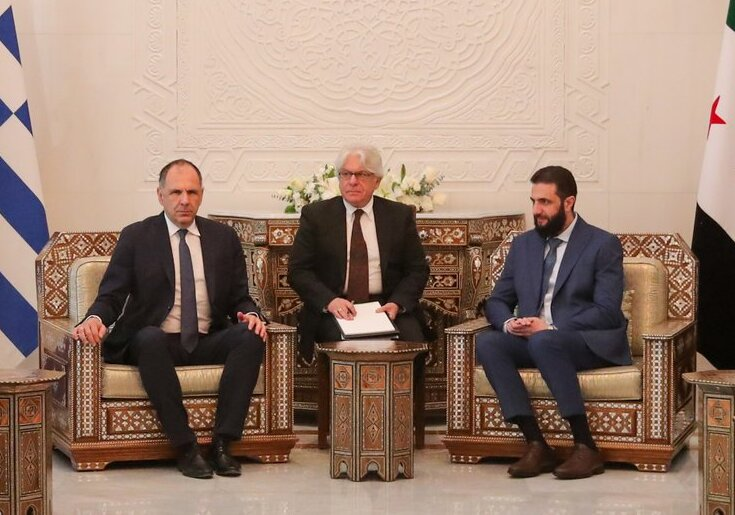
الرئيس السوري أحمد الشرع مع وزير الخارجية اليوناني جيورجوس جيرابتريتيس في سوريا في 9 فبراير 2025

في 30 يناير/كانون الثاني 2025، وبعد يوم واحد من تعيين الشرع رئيساً، أصبح أمير قطر تميم بن حمد آل ثاني أول رئيس دولة يزور دمشق منذ سقوط نظام الأسد، لمناقشة إعادة الإعمار بعد الصراع في سوريا ومواضيع أخرى.
في فبراير 2025، نشرت الحكومة الانتقالية قواتها في المناطق الخاضعة لسيطرة الحكومة المؤقتة، حيث بدأ الجيش الوطني السوري في الاندماج مع الجيش السوري المشكل حديثًا وبدأ في تفكيك الثكنات والبنية التحتية العسكرية الأخرى. وفي الثاني من فبراير/شباط، زار الشرع ووزير الخارجية أسعد الشيباني المملكة العربية السعودية والتقيا بالأمير السعودي محمد بن سلمان. وكانت هذه أول زيارة خارجية يقوم بها الشرع منذ سقوط نظام الأسد. وفي وقت لاحق، في 4 فبراير/شباط، زار الشرع تركيا في زيارته الخارجية الثانية، واجتمع مع الرئيس رجب طيب أردوغان.
وفي 12 فبراير/شباط، أجرى الشرع اتصالاً هاتفياً مع الرئيس الروسي فلاديمير بوتن، في أول اتصال يجريه الأخير مع رئيس دولة سورية منذ الإطاحة بالأسد. في 17 فبراير/شباط، قام الشرع بأول زيارة رسمية له إلى محافظتي اللاذقية وطرطوس الساحليتين، اللتين كانتا في السابق معاقل للرئيس المخلوع بشار الأسد. وفي 26 فبراير/شباط، التقى الشرع بالملك عبد الله الثاني ملك الأردن في عمان خلال رحلته الخارجية الثالثة.